# Cách ly (chăm sóc y tế)

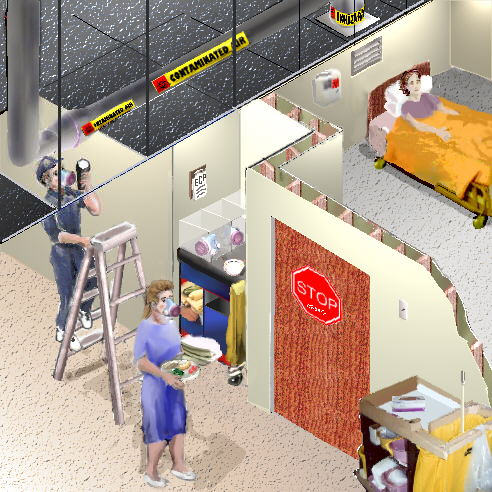
Hình minh họa từ OSHA của một bệnh nhân lao cho thấy một số khía cạnh trong việc kiểm soát và cách ly bệnh viện: kiểm soát kỹ thuật (ống dẫn khí chuyên dụng), PPE (mặc nạ N95), nhãn và biển báo (kiểm soát ra vào), bộ đồ đựng chuyên dụng, và việc tăng cường thực hành vệ sinh.

Trong các phương tiện chăm sóc y tế, cách ly là một trong số các biện pháp có thể được thực hiện để kiểm soát nhiễm trùng: ngăn ngừa các bệnh truyền nhiễm lây truyền từ một bệnh nhân đến bệnh nhân khác, đến nhân viên y tế và đến người thăm bệnh, hoặc từ người bên ngoài đến một bệnh nhân cụ thể (cách ly ngược). Có nhiều hình thức cách ly khác nhau, như việc thay đổi thủ tục tiếp xúc, đưa bệnh nhân cách ly xa tất cả những người khác. Trong một hệ thống được xây dựng và sửa đổi định kỳ bởi Trung tâm kiểm soát và phòng ngừa dịch bệnh Hoa Kỳ (CDC), nhiều cấp độ cách ly bệnh nhân khác nhau bao gồm việc áp dụng một hoặc nhiều ''biện pháp phòng ngừa" được mô tả chính thức.
Cách ly được sử dụng phổ biến nhất khi bệnh nhân được phát hiện mắc một bệnh truyền nhiễm (lây truyền từ người này sang người khác) do virus hoặc vi khuẩn. Có một số trang thiết bị đặc biệt được sử dụng trong quản lý bệnh nhân dưới nhiều hình thức cách ly khác nhau. Bao gồm các vật dụng thiết bị bảo hộ cá nhân (như áo choàng, khẩu trang và găng tay), kiểm soát kỹ thuật (như phòng áp suất dương, phòng áp suất âm, thiết bị lưu lượng không khí, và các hàng rào cơ học và kết cấu khác nhau). Các phòng cách ly chuyên dụng có thể được xây dựng sẵn trong bệnh viện hoặc các đơn vị cách ly dã chiến tại các cơ sở trong trường hợp khẩn cấp có dịch bệnh bùng phát.